# Alameda (California)

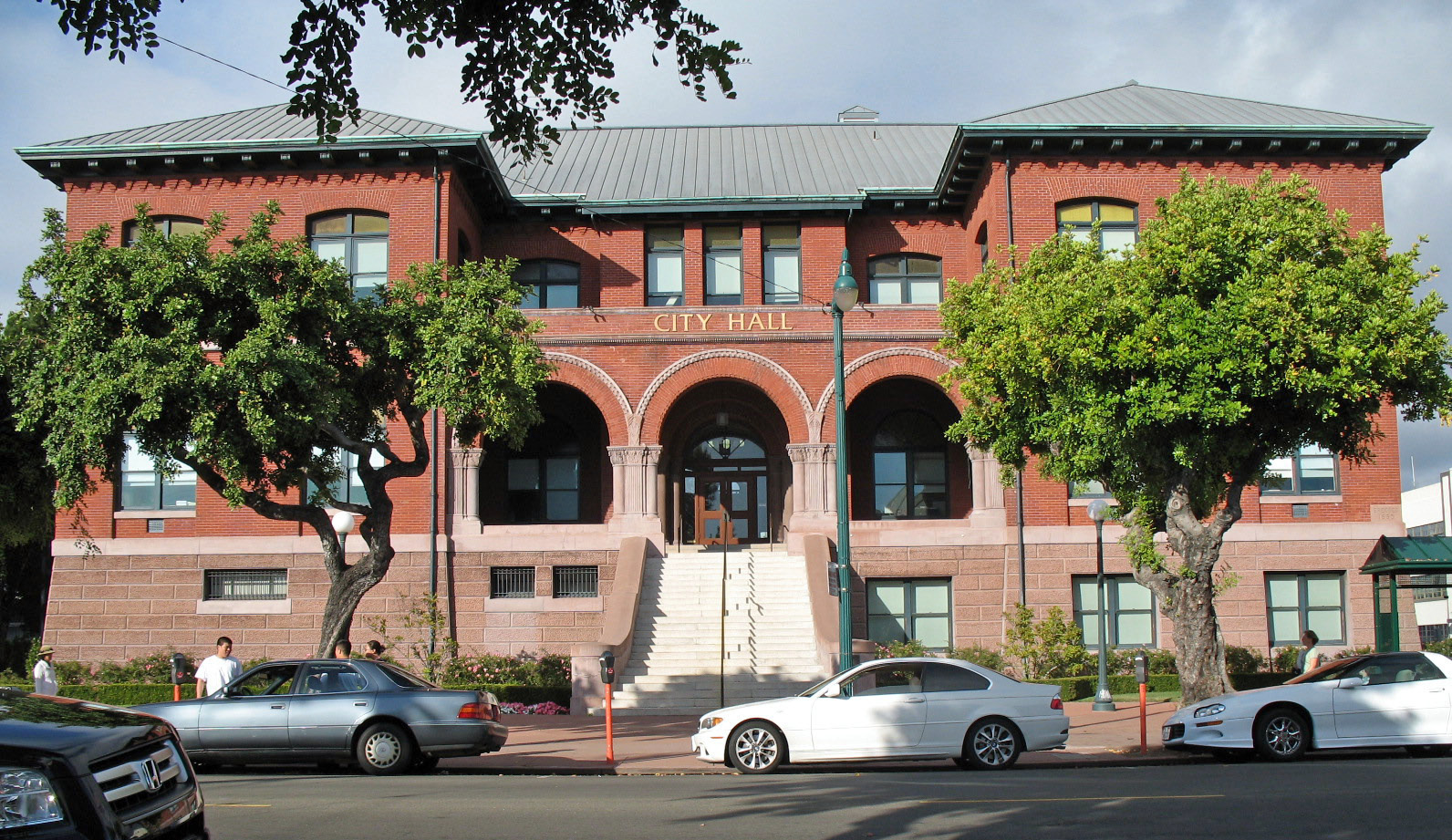
Ayuntamiento de Alameda

Alameda (City of Alameda) es una ciudad situada en el condado de Alameda, California, Estados Unidos. La ciudad tiene 79.277 habitantes (2010). Con un área de 59,5 km², está localizada en las coordenadas 37°46′N, 122°15′W, y situada sobre una pequeña isla de su mismo nombre.
Emplazada en una península llana frente a la ciudad de San Francisco, posee alrededor de 1500 casas de arquitectura victoriana que resistieron al terremoto de 1906.

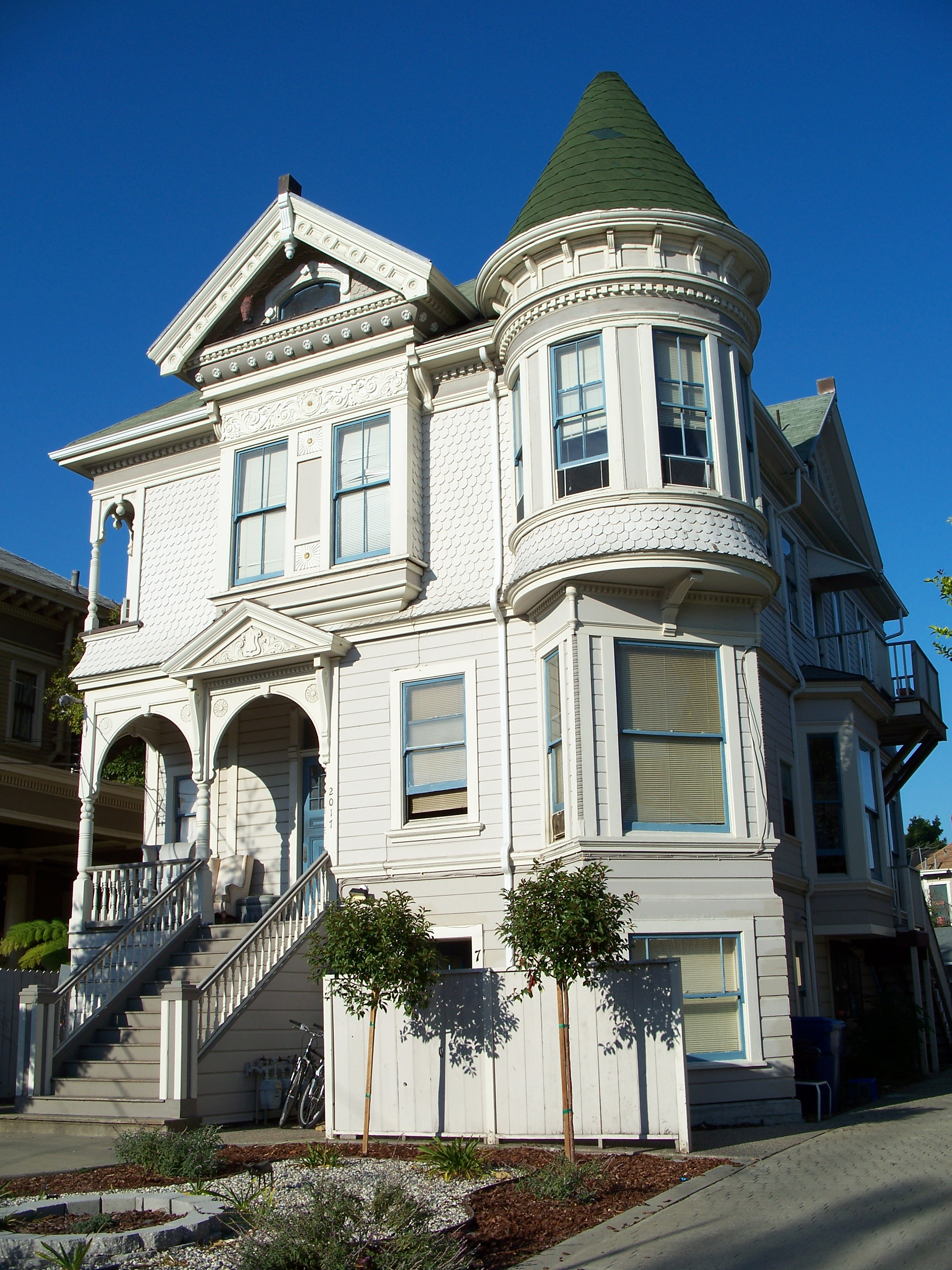
Típica casa victoriana de Alameda, California

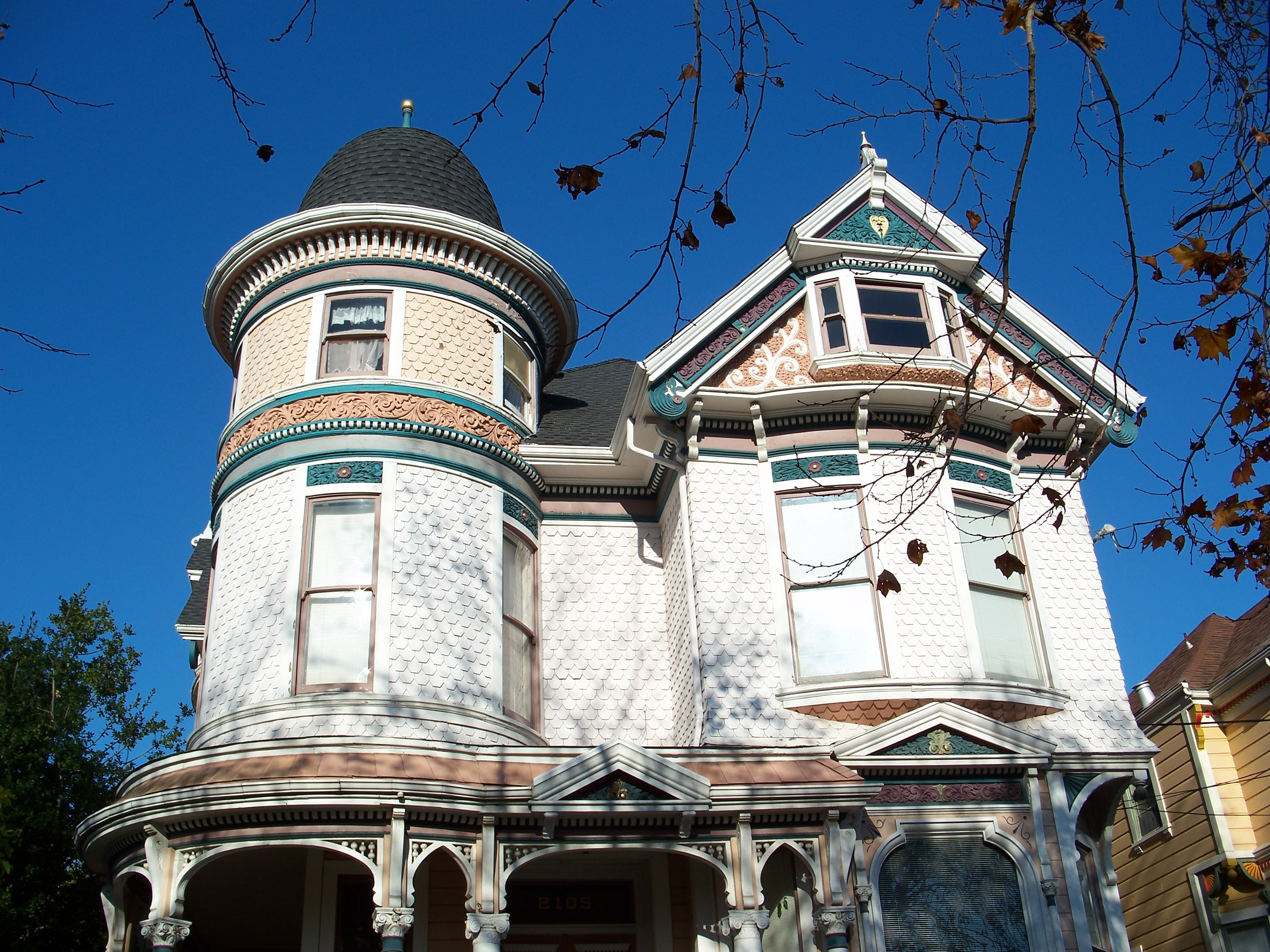
Otra típica casa victoriana de Alameda, California

## Demografía
A la fecha del censo de 2000, había 72.259 personas, 30.226 casas, y 17.863 familias que residían en la ciudad. La densidad demográfica era de 2,583.3/km² (6,693.4/mi). Había 31.644 unidades de cubierta en una densidad media de 1,131.3/km² (2,931.2/mi). La división racial de la ciudad era 54.25% blancos, 8.11% afroamericanos, 1.27% nativos americanos, 24.35% asiáticos, 1.30% isleños pacíficos, 4.19% de otras razas, y 7.13% a partir de dos o más razas. 14.51% de la población eran Hispanos o Latinos de cualquier raza.